# Confederate 300 1964
Confederate 300 1964 var ett stockcarlopp ingående i Nascar Grand National Series (nuvarande Nascar Cup Series) som kördes 19 juni 1964 på den 0,333 mile (535,911 meter) långa ovalbanan Boyd's Speedway, i Ringgold i Georgia. Totalt avverkades 99,90 miles (160,773 km) fördelat på 300 varv. Banunderlaget var asfalt. Loppet vanns av David Pearson i en Dodge på tiden 1:25.34 körandes för Owens Racing. Pearsons snitthastighet var 70,051 mph. Han var vid målgång ensam förare på ledarvarvet, två varv före tvåan Richard Petty. Prispotten uppgick till 4 340 dollar, varav 1 000 dollar gick till segraren.

## Resultat
| Plc     | Nr | Förare          | Team/ bilägare    | Konstruktör | Start | Varv | Ledda varv |
| ------- | -- | --------------- | ----------------- | ----------- | ----- | ---- | ---------- |
| 1       | 6  | David Pearson   | Owens Racing      | Dodge       | 2     | 300  | 240        |
| 2       | 43 | Richard Petty   | Petty Enterprises | Plymouth    | 1     | 298  | 60         |
| 3       | 3  | Buck Baker      | Fox Racing        | Dodge       | 4     | 293  | 0          |
| 4       | 11 | Ned Jarrett     | Bondy Long        | Ford        | 3     | 290  | 0          |
| 5       | 49 | G.C. Spencer    | GC Spencer Racing | Chevrolet   | 11    | 289  | 0          |
| 6       | 54 | Jimmy Pardue    | Burton-Robinson   | Plymouth    | 5     | 286  | 0          |
| 7       | 02 | Curtis Crider   | Curtis Crider     | Mercury     | 8     | 281  | 0          |
| 8       | 44 | Earl Brooks     | Scott Racing      | Chevrolet   | 18    | 274  | 0          |
| 9       | 9  | Roy Tyner       | Roy Tyner         | Chevrolet   | 14    | 270  | 0          |
| 10      | 99 | Gene Hobby      | Barney Humphries  | Dodge       | 16    | 254  | 0          |
| 11      | 68 | Bob Derrington  | Bob Derrington    | Ford        | 13    | 196  | 0          |
| 12      | 34 | Wendell Scott   | Scott Racing      | Ford        | 6     | 151  | 0          |
| 13      | 01 | Chuck Huckabee  | Curtis Crider     | Mercury     | 15    | 131  | 0          |
| 14      | 36 | Larry Thomas    | Wade Younts       | Plymouth    | 7     | 112  | 0          |
| 15      | 87 | Buddy Baker     | J.C. Parker       | Dodge       | 12    | 99   | 0          |
| 16      | 52 | E.J. Trivette   | Jess Potter       | Chevrolet   | 17    | 99   | 0          |
| 17      | 46 | J.T. Putney     | Walt Hunter       | Chevrolet   | 9     | 68   | 0          |
| 18      | 88 | Neil Castles    | Buck Baker Racing | Chrysler    | 10    | 33   | 0          |
| 19      | 19 | Cale Yarborough | i.u.              | Ford        | 19    | 0    | 0          |
| Källor: |    |                 |                   |             |       |      |            |